# 김봉수 (농구 선수)
김봉수(1984년 8월 1일 ~)는 한국 프로 농구 前 원주 동부 프로미 소속 농구 선수이다. 2007년 KBL 드래프트에서 2라운드 7순위로 원주 동부 프로미에 지명되었다.

## 경력 사항
- 2007.06 하계유니버시아드대회 남자농구 국가대표
- 2007 ~ 원주 동부 프로미
- 2008 ~ 2010 상무 농구단